# Lijst van beelden in Someren
Dit is een (onvolledige) chronologische lijst van beelden in Someren. Onder een beeld wordt hier verstaan elk driedimensionaal kunstwerk in de openbare ruimte van de Nederlandse gemeente Someren, waarbij beeld wordt gebruikt als verzamelbegrip voor sculpturen, standbeelden, installaties, gedenktekens en overige beeldhouwwerken.
Voor een volledig overzicht van de beschikbare afbeeldingen zie de categorie Beelden in Someren op Wikimedia Commons.
| Geplaatst   | Omschrijving                               | Kunstenaar                     | Straat                            | Plaats        | Materiaal        | Afbeelding                |
| ----------- | ------------------------------------------ | ------------------------------ | --------------------------------- | ------------- | ---------------- | ------------------------- |
| 1892        | Christus Salvator Mundi                    | Carl Weber & Theo Cox          | Offermansstraat (op koepel kerk)  | Lierop        | roodkoper        | Salvator Mundi            |
| 1910        | Henricusbeeld                              |                                | Offermanstraat / Henricushof      | Lierop        |                  |                           |
| ca 1920     | Wegkruisbeeld                              |                                | Kerkendijk                        | Someren-Heide |                  |                           |
| 1922        | Heilig Hartbeeld (Lierop)                  | Jan Custers                    | Offermansstraat                   | Lierop        |                  | H.Hartbeeld               |
| 1923        | Heilig Hartbeeld (Someren)                 | Gerard Theelen en Karel Lücker | Kerkstraat                        | Someren       | brons            | H.Hartbeeld               |
| 1949 / 1995 | Monument voor Nederlandse Militairen       | Charles Grips                  | Kanaaldijk-noord                  | Someren       | brons            |                           |
| ca 1950     | Mariabeeld met kind                        | Charles Grips                  | Kerkendijk / Hugterweg            | Someren-Heide | keramiek         | Mariabeel met Kind        |
|             | Spelende kinderen                          | Luciën van der Eerden          | Torenplein                        | Someren-Eind  | steen            | Spelende kinderen         |
| 1965        | Paulus                                     | Tom Franssen                   | Loovebaan(begraafplaats)          | Someren       |                  | Paulus                    |
| 1974        | Gedenkteken voor Frank Doucette            | Charles Grips                  | Frank Doucettestraat              | Lierop        | keramiek         | Frank Doucette monument   |
| 1974 / 2010 | Bibliotheek                                | Lou Manche                     | Postelpark                        | Someren       | keramiek         | Bibliotheek               |
| 1974 / 2010 | Maatschappelijk werk en Gezinszorg         | Lou Manche                     | Postelpark                        | Someren       | keramiek         |                           |
| 1977        | De Troubadour                              | Tom Franssen                   | Postelstraat                      | Someren       | keramiek         | De Troubadour             |
| 1978        | Opus 105                                   | Lucien van der Eerden          | Wolfsveld                         | Someren       | trachiet         |                           |
| 1978        | Vrouwenfiguur                              | Harry Storms                   | Postelstraat                      | Someren       | brons            | Vrouwenfiguur             |
| 1979        | De Peelwerker                              | Niek van Leest                 | Wilhelminaplein                   | Someren       |                  | De Peelwerker             |
| 1980        | Gedenkteken dr.Van der Schaar              |                                | Van Dongenstraat / Florastraat    | Lierop        |                  | dr. van der Schaar        |
| 1982        | John F. Kennedy (Borstbeeld)               | Truus Coumans                  | Wilhelminaplein                   | Someren       |                  | John F Kennedy            |
| 1984        | Bessemer en Bessemerinneke                 | Truus Coumans                  | Kerkendijk                        | Someren-Heide |                  |                           |
| 1985        | De Bouwvakker                              | Niek van Leest                 | Wilhelminaplein                   | Someren       |                  | De Bouwvakker             |
| 1987        | Bronzen paard                              | Harry Storms                   | Postel                            | Someren       | brons            | Paard                     |
|             |                                            |                                | Wolfsveld                         | Someren       | cortenstaal      |                           |
| 1989        | De grote Tromslager of Muzikant            | Truus Coumans                  | Offermansstraat                   | Lierop        | brons            | De Grote Tromslager       |
| 1989        | De Plattevonder                            | Jan van Kasteren               | Einderplein                       | Someren-Eind  |                  | Plattevonder              |
| 1990        | Kruiwagen met turf                         |                                | Willem Alexanderlaan              | Someren-Eind  | hout / baksteen  | Kruiwagen                 |
| 1993        | Vrijheidsmonument                          | Marius Boender                 | Speelheuvelplein                  | Someren       | diverse          | Vrijheidsmonument         |
| 1995 ?      | Tamboer                                    | Toos Manders                   | Postelstraat                      | Someren       | brons            | Tamboer                   |
| 1996        | Diamantentafel                             | Kees Verbeek                   | Postelpark                        | Someren       | brons / terrazzo | Diamantentafel            |
| 1996 / 2018 | Maria met Kind                             | Jan van de Laar                | Torenplein                        | Someren-Eind  | polystyreen      | Maria met kind            |
| 1996        | Ruimtelijk Object                          | Jan Samsom                     | Wilhelminaplein                   | Someren       | diverse          | Ruimtelijk Object         |
| 1998 / 2004 | Vandaag heeft veel van gisteren (monument) | Cees Verhagen                  | Wilhelminaplein                   | Someren       | marmer           |                           |
| 1998        | Vendelier                                  | JeanMarianne Bremers           | Brugstraat                        | Someren-Eind  | brons            | Vendelier                 |
| 1999        | Portaal                                    | Jos Willems                    | Laan ten Roode                    | Someren       | cortenstaal      | Portaal                   |
| 2000 ?      | Vrouwenfiguur                              | Tjikkie Kreuger                | Witvrouwenbergweg                 | Someren       | brons            | Vrouwenfiguur             |
| 2000        | Monument ongeboren kinderen                |                                | Offermansstraat                   | Lierop        |                  |                           |
| 2001        | zonder titel                               | Hans Lemmen                    | Lage Akkerweg / Witvrouwenbergweg | Someren       | beton            |                           |
| 2003        | Trommeldrager en -slager                   | Ludo Noels                     | Ploegstraat / Brink               | Someren-Heide | brons            | Tromslager                |
| 2009        | Wie zijn eigen weg volgt, verdwaalt nooit  | Saske van der Eerden           | Provinciale weg / Ter Hofstadlaan | Someren       | staal            |                           |
| 2013        | Vlinder                                    | studenten Varendonckcollege    | Acaciaweg / Witvrouwenbergweg     | Someren       |                  | Vlinder                   |
| 2019        | De Meermin (1982)                          | Truus Coumans                  | De Meer                           | Someren       |                  | Meermin                   |
| 2019        | Juliana                                    | Peter Slegers                  | Einderplein                       | Someren-Eind  | brons            | Juliana                   |
| 2021        | Hervonden Hof van Someren                  | Dirk Verberne                  | Acaciastraat                      | Someren       | cortenstaal      | Hervonden Hof van Someren |
| 2023        | Kruisweg(1959)                             | Theo de Groot en Maria Crolla  | Loovebaan(begraafplaats)          | Someren       |                  | Kruisweg                  |